# I picciuli
I picciuli è un film italiano del 2009 diretto da Enzo Cittadino e Annarita Cocca.

## Produzione
Il budget del film è stato di 120 000 euro.